# Сиран
Сиран (фр. Ciran) је насељено место у Француској у региону Центар, у департману Ендр и Лоара.
По подацима из 2011. године у општини је живело 442 становника, а густина насељености је износила 31,89 становника/km².

## Демографија
| 1962. | 1968. | 1975. | 1982. | 1990. | 2011. |
| ----- | ----- | ----- | ----- | ----- | ----- |
| 437   | 396   | 335   | 293   | 347   | 442   |